# Sójové řezy
Sójové řezy (též sójové suky, sójové kmeny nebo sójové tyčinky) jsou sójovou cukrovinkou válcového tvaru. Jejím základem je obvykle cukr, hrubá sójová mouka (případně sójové vločky), tuk, sušené mléko a rumové aroma.

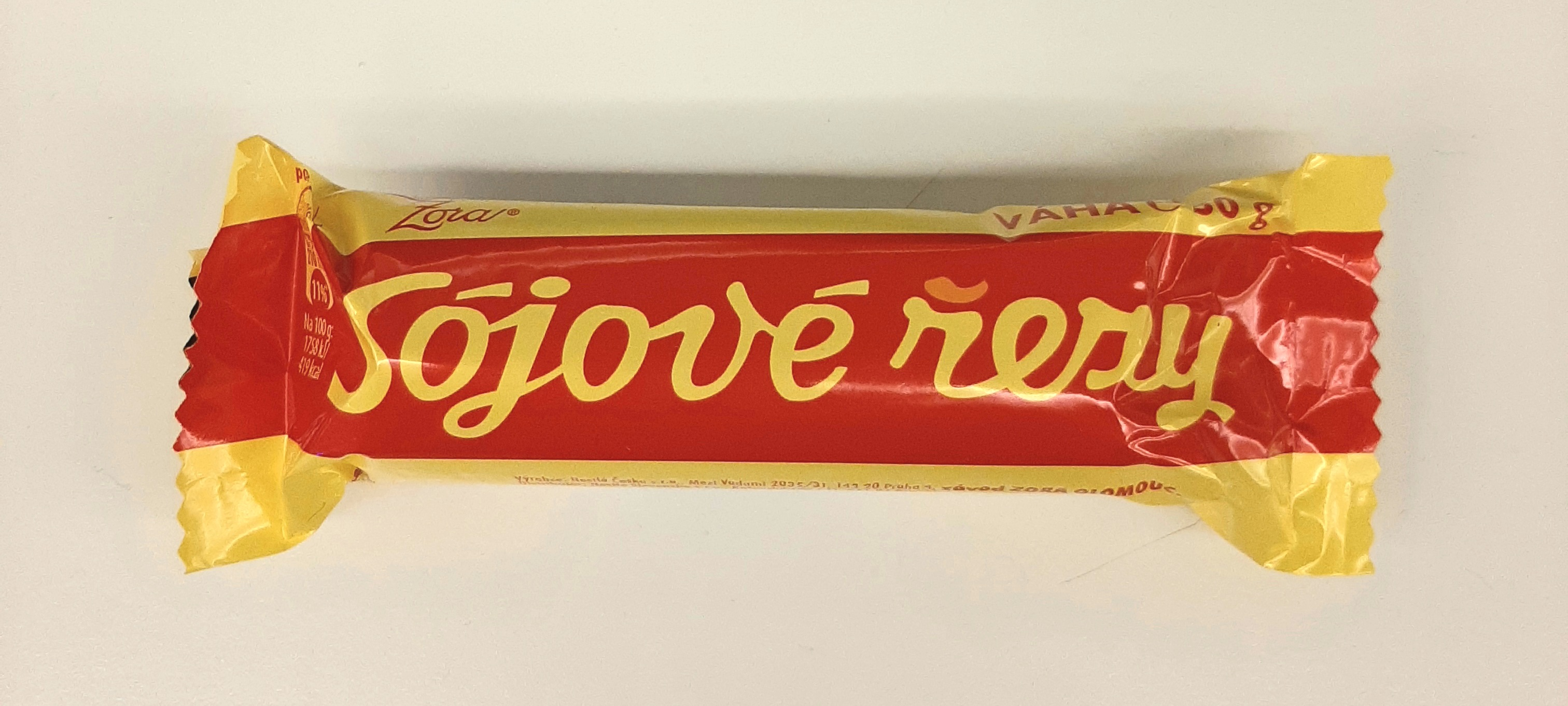
Retro edice Sójových řezů ze závodu Zora

Jako první začala sójové řezy na konci 50. let 20. století vyrábět továrna Zora v Olomouci (kterou později odkoupila švýcarská nadnárodní společnost Nestlé), v současnosti tuto cukrovinku vyrábí více výrobců. Sójové řezy je možno vyrobit i doma, ze surovin. Existuje více příchutí sójových řezů, například brusinková nebo kakaová.